# Birgitta Hahn
Birgitta Hahn, född 21 januari 1938, är en svensk textilformgivare.
Hahn växte upp i Södra Ängby, Bromma. Hon studerade vid École des Beaux-Arts i Tours, Frankrike och för Edna Martin vid Konstfack i Stockholm 1958–1963. Hennes första större arbetsuppgift efter studierna var att rita kostymerna till Mai Zetterlings filmer Älskande par och Nattlek. Hon gjorde senare scenkläder till tv-produktionerna Den magiska cirkeln och God natt, jord. Efter att hon flyttade till Helsingborg på 1960-talet träffade hon Rosita Stigård och tillsammans inledde de ett samarbete med skapande av småbarnskläder i trikå samt en kollektion sommarkläder för vuxna. Under 1970-talet var hon tillsammans med några skolkamrater från Konstfackstiden med om att starta 10-gruppen.
Birgitta Hahn har designat för bland annat Borås Wäfveri, Duro, Finlayson, IKEA, Marimekko, Åhlens och KF Interiör. Som medlem av 10-gruppen har hon gjort mycket textiler med stora blom- och bladmönster. 1989 hade hon ett samarbete med Svenskt Tenn där hon ritade en svit Stockholms-mönster byggda på kända funkismiljöer, däribland Stadsbiblioteket, Slussen och Södra Ängby. För sitt samarbete med Svenskt Tenn tilldelades hon Kasthalls stipendium och en utmärkelse från Svensk Form.
Hahn är representerad vid Nationalmuseum i Stockholm, Röhsska museet i Göteborg och Victoria and Albert Museum i London.